# Gubavac Veli
Gubavac Veli je nenaseljeni otočić u hrvatskom dijelu Jadranskog mora.
Njegova površina iznosi 0,025 km². Dužina obalne crte iznosi 0,57 km.